# 1869 en musique classique
| \| • Retour à la chronologie générale de la musique classique • \| |
| Grèce • Rome • Haut Moyen Âge • VIIIe siècle • IXe siècle • Xe siècle • XIe siècle XIIe siècle • XIIIe siècle • XIVe siècle • XVe siècle • XVIe siècle • XVIIe siècle XVIIIe siècle • XIXe siècle • XXe siècle • XXIe siècle |
| • Retour à la chronologie générale de la musique classique • |

| Années en musique classique : 1866 - 1867 - 1868 - 1869 - 1870 - 1871 - 1872    |
| Décennies en musique classique : 1830 - 1840 - 1850 - 1860 - 1870 - 1880 - 1890 |

## Événements
- 16 janvier : opérette L’écossais de Chatou de Léo Delibes sur un livret de Philippe Gille et Adolphe Jaime, créée au Théâtre des Bouffes-Parisiens à Paris.
- 30 janvier : Le Voïévode, opéra de Tchaïkovski, créé au Théâtre Bolchoï à Moscou.
- 2 février : commande à Johann Strauss II de la valse Aimer, boire et chanter (titre original : Wein, Weib und Gesang) pour la Soirée des fous de l'Association des chorales d'hommes à Vienne.
- 15 février : Balladine et Casquenfer, opérette bouffe en 1 acte de Frédéric Barbier, sur un livret de Charles Blondelet et Félix Baumaine, à l'Eldorado à Paris[1].
- 18 février : Ein deutsches Requiem de Brahms, créé dans sa version définitive au Gewandhaus de Leipzig par Reinecke et l'orchestre du Gewandhaus, avec Émilie Bellingrath-Wagner et Franz Krükl.
- 28 février : la Symphonie « Roma » de Georges Bizet, créée à Paris dans une version partielle sous la direction de Jules Pasdeloup.
- 10 mars : Vert-Vert, opéra-comique de Jacques Offenbach, créé à l'Opéra-Comique.
- 3 avril : le Concerto pour piano d'Edvard Grieg, créé à Copenhague par Edmund Neupert.
- 23 avril : création de Le petit Faust, opérette de Hervé au théâtre des Folies-Dramatiques à Paris[2].
- 24 avril : La cour du roi Pétaud, opéra-comique de Léo Delibes sur un livret de Philippe Gille et Adolphe Jaime, créé au Théâtre des Variétés à Paris.
- 23 juillet : Faust et Marguerite, saynète bouffe en 1 acte de Frédéric Barbier, sur un livret de Charles Blondelet et Félix Baumaine, aux Ambassadeurs à Paris.
- 21 septembre : Les Derniers Jours de Pompéi, opéra de Victorin de Joncières, créé au Théâtre-Lyrique.
- 22 septembre : Das Rheingold, opéra de Richard Wagner, créé au théâtre national de la Cour de Munich.
- 26 septembre : Mam'zelle Pierrot, opérette en 1 acte de Frédéric Barbier, sur un livret d'Amédée de Jallais et Henry de Kock, créé aux Folies Bergère à Paris[3].
- 1er novembre : l'Opéra du Caire est inauguré avec une représentation de Rigoletto de Verdi.
- 10 novembre : La forza del destino, opéra de Giuseppe Verdi, seconde création (dans une version révisée) à la Scala de Milan.
- 25 novembre : le Concerto pour piano no 3 de Camille Saint-Saëns, créé au Gewandhaus de Leipzig par le compositeur au piano.
- 29 novembre : Gabriella di Vergy, musique de Gaetano Donizetti, livret d'Andrea Leone Tottola, dans un rifacimento des deux compositeurs en résidence Giuseppe Puzone et Paolo Serrao, créé au Teatro San Carlo de Naples.
- 8 décembre : Een engel op wacht, opéra en néerlandais de Karel Miry, créé à Bruxelles.
- 10 décembre : Les Brigands, opéra bouffe en trois actes de Jacques Offenbach sur un livret de Henri Meilhac et Ludovic Halévy est créé au théâtre des Variétés.

Date indéterminée
- Alexandre Borodine compose Le Prince Igor, œuvre qui sera achevé après sa mort par Rimski-Korsakov et Alexandre Glazounov.
- Emmanuel Chabrier compose la musique de l'opérette Vaucochard et Fils Ier, sur un livret de Paul Verlaine et Lucien Viotti ; il n'en achève pas la composition[4].
- Le Ravin, de Gontcharov.
- L'opéra Faust de Charles Gounod est augmenté d'un ballet.
- Les martyrs pour chœur d'hommes de Charles Gounod.
- Le compositeur russe Modeste Moussorgski commence à travailler sur son opéra Boris Godounov.
- Le Rouet d'Omphale, poème symphonique, composé par Camille Saint-Saëns.

## Naissances
- 3 janvier :

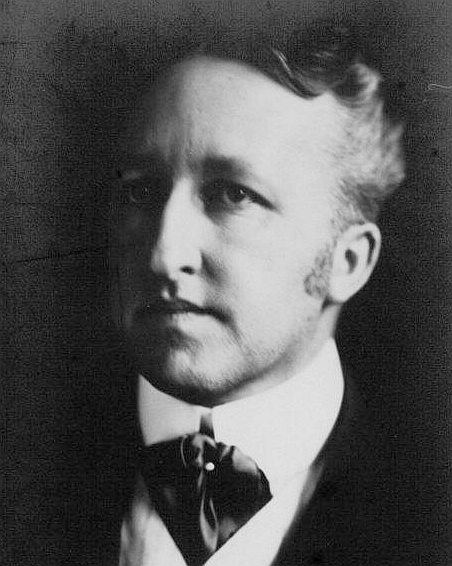
Siegfried Wagner

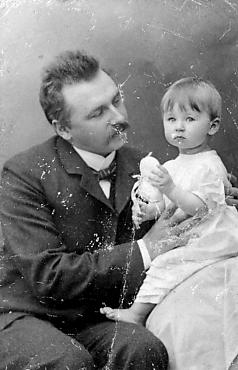
Armas Järnefelt

  - Paul Landormy, musicologue et critique musical français († 17 novembre 1943).
  - Charles-Gaston Levadé, compositeur français († 27 octobre 1948).
- 11 février : Abel Decaux, organiste et compositeur français († 19 mars 1943).
- 12 février : André Pirro, musicologue et organiste français († 11 novembre 1943).
- 13 février : Édouard Vuillermoz, corniste et professeur de musique français († 28 février 1939).
- 1er mars : Pietro Canonica, sculpteur italien, également peintre, compositeur d'opéras, professeur des beaux-arts et sénateur à vie († 8 juin 1959).
- 3 mars : Henry Wood, chef d'orchestre anglais († 19 août 1944).
- 16 mars : Willy Burmester, violoniste allemand († 16 janvier 1933).
- 5 avril : Albert Roussel, compositeur français († 23 août 1937).
- 30 avril : Arthur Letondal, pianiste, organiste, professeur et musicographe canadien († 12 mai 1956).
- 5 mai : Hans Pfitzner, compositeur et chef d'orchestre allemand († 22 mai 1949).
- 11 mai : Francisco de Lacerda, musicologue, chef d'orchestre et compositeur portugais († 18 juillet 1934).
- 22 mai : Joséphine Boulay, organiste et compositrice française († 5 août 1925).
- 6 juin : Siegfried Wagner, compositeur et chef d'orchestre allemand, fils de Richard Wagner et petit-fils de Franz Liszt († 4 août 1930).
- 7 juin : Rose Depecker, pianiste et compositrice française († 22 septembre 1919).
- 9 juillet : Arnold Volpe, compositeur et chef d'orchestre américain né lituanien († 2 février 1940).
- 14 août : Armas Järnefelt, compositeur et chef d'orchestre finlandais, naturalisé suédois († 23 juin 1958).
- 2 septembre :
  - Carlos Hartling, compositeur hondurien († 13 août 1920).
  - Růžena Maturová, soprano tchèque († 25 février 1938).
- 6 septembre : Henry Walford Davies, organiste, compositeur et pédagogue britannique († 11 mars 1941).
- 21 septembre : Henryk Melcer-Szczawiński, compositeur, pianiste, chef d'orchestre et pédagogue polonais († 18 avril 1928).
- 23 septembre : Maria Antonietta Picconi, compositrice et pianiste italienne († 1926).
- 15 octobre : Alfred Andersen-Wingar, compositeur norvégien († 21 avril 1952).
- 23 octobre : Charles Draper, clarinettiste britannique († 21 octobre 1952).
- 4 novembre : Lucienne Bréval, soprano dramatique suisse naturalisée française († 15 août 1935).
- 24 novembre : Bertha Barnes, compositrice américaine († 19 août 1913).
- 4 décembre : Virginia Mariani Campolieti, pianiste, chef d'orchestre et compositrice italienne († 1941).
- 15 décembre : 
  - Carl Beines, compositeur et chef d'orchestre allemand († 8 octobre 1950).
  - Henri Libert, compositeur et organiste française († 14 janvier 1937).
- 16 décembre : Alfred Hill, compositeur, chef d'orchestre et pédagogue australo-néo-zélandais († 30 octobre 1960).

Date indéterminée
- Komitas, ecclésiastique, ethnomusicologue, compositeur, chanteur, pédagogue, et conférencier arménien († 22 octobre 1935).

## Décès

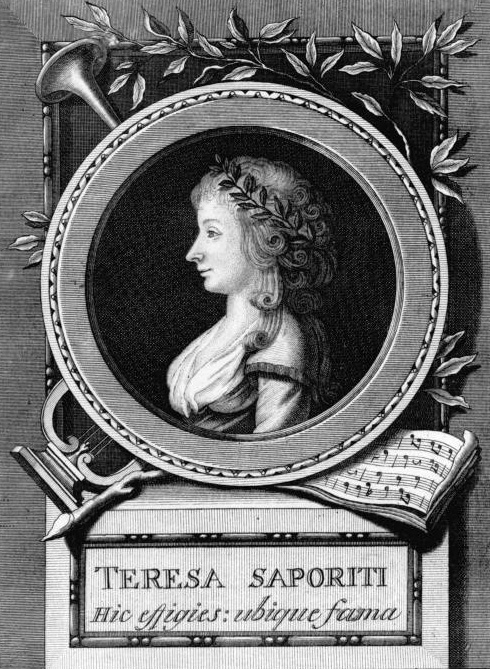
Teresa Saporiti

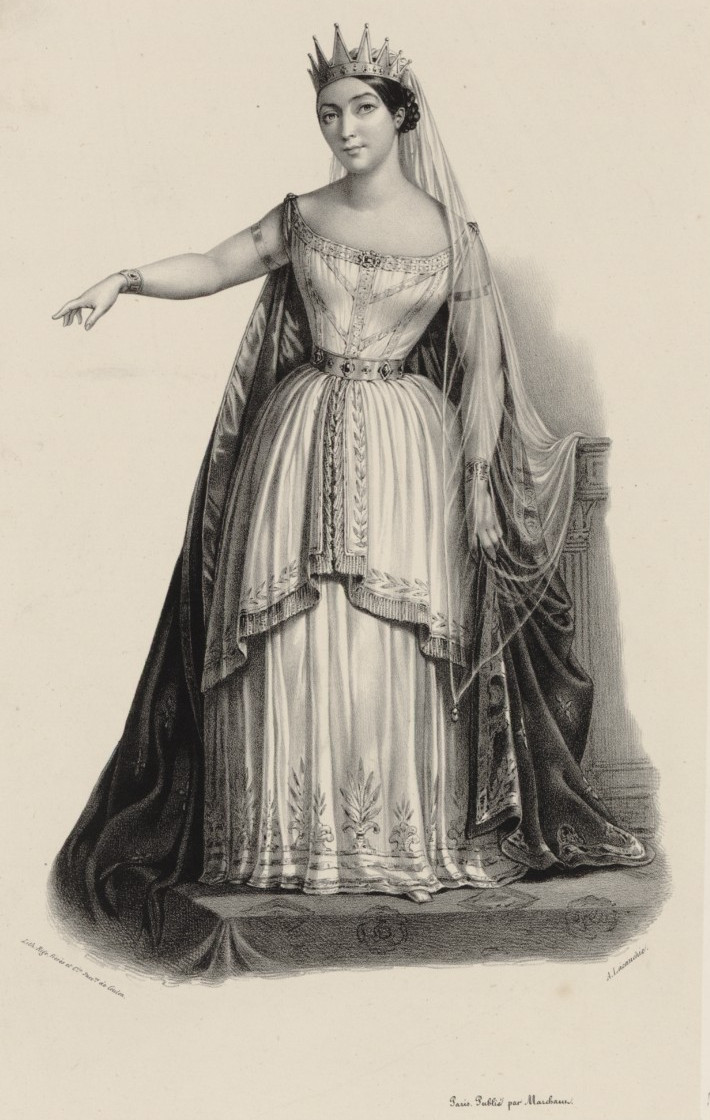
Giulia Grisi

- 10 janvier : Joan Aulí, organiste et compositeur espagnol (° 19 décembre 1796).
- 17 janvier : Alexandre Dargomyjski, compositeur russe (° 14 février 1813).
- 2 mars : Jean-François Bellon, violoniste et compositeur français (° 30 mai 1795).
- 8 mars : Hector Berlioz, compositeur français (° 11 décembre 1803).
- 17 mars : Teresa Saporiti, soprano et compositrice italienne (° 1763).
- 18 mars : Giuseppe Alinovi, compositeur italien (° 27 septembre 1790).
- 1er avril : Alexander Dreyschock, pianiste, pédagogue et compositeur tchèque (° 15 octobre 1818).
- 15 avril : August Wilhelm Bach, compositeur et organiste allemand (° 4 octobre 1796).
- 20 avril : Carl Loewe, compositeur, pianiste, chef d'orchestre, chanteur, professeur et scientifique allemand (° 30 novembre 1796).
- 10 mai : Wilhelm Bernhard Molique, compositeur allemand (° 7 octobre 1802).
- 15 juin : Albert Grisar, compositeur belge (° 26 décembre 1808).
- 20 juin : Joseph Ascher, compositeur et pianiste néerlandais (° 3 juin 1829).
- 14 juillet :
  - Adolphe Le Carpentier, pianiste, pédagogue et compositeur français (° 17 février 1809).
  - Isidora Zegers, artiste et compositrice espagnole (° 1er janvier 1803).
- 13 août : Giuseppe Persiani, compositeur d'opéras italien (° 11 septembre 1799).
- 23 octobre : Jean-Baptiste-Joseph Tolbecque, violoniste, chef d'orchestre et compositeur belge (° 17 avril 1797).
- 29 novembre : Giulia Grisi, soprano italienne (° 22 mai 1811).
- 18 décembre : Louis Moreau Gottschalk, compositeur et pianiste américain (° 8 mai 1829).
- 23 décembre : Julian Fontana, pianiste polonais (° 31 juillet 1810).
- 31 décembre :
  - Anton Haizinger, ténor autrichien (° 14 mars 1796).
  - Louis James Alfred Lefébure-Wély, organiste, improvisateur et compositeur français (° 13 novembre 1817).

Date indéterminée
- Paul-Hippolyte Camus, flûtiste et compositeur français (° 26 janvier 1796).
- Alfred Lair de Beauvais, compositeur français (° 26 janvier 1820).